# 命預けます
「命預けます」（いのちあずけます）は、1970年7月25日に発売された藤圭子の4枚目のシングル。

## 解説
- 発売後1ヶ月ほどでオリコンチャートの3位を獲得。
- レコード売上は累計105万枚（公称）[1]。
- その人気から、この唄をタイトルにし本人出演で映画化した『涙の流し唄 命預けます』（1970年、松竹）も作られた、また他の映画でも使われた。
- 大信田礼子主演の1970年、東映「ずべ公番長シリーズ」第1弾『ずべ公番長 夢は夜ひらく』の劇中、藤がバーで本曲を唄う。
- タイトル曲のエピソード

藤圭子の師、石坂まさをと飲みにいったとき、クラブのクロークが、「貴重品はお預けください」という。「貴重品なんかないよ。なんなら命でも預けようか」といってから、アレッと石坂のほうを振り返ると、彼もニッコリ。「いまの台詞いいねえ。いただき」ふたりは藤圭子の新作をつくろうとしていたところで、「タイトルは『命預けます』にしちゃえ」と、飲みながら石坂は作詞、ぼくはメロディーをつくり、リリースしたのが大ヒット曲になったが、レコードを見ると作詞作曲・石坂まさを、編曲・曽根幸明となっている。 ヒットしたあとで石坂に、「あれは俺が作曲したつもりなんだけどなァ」というと、「いやいや、そうじゃないよ。俺が曲つくって、あんたがハモってただけだよ」: ほんとかいなと思うが、したたかに酔っぱらっていたから、記憶が定かではない。まあ、印税のほうは作曲なみにはいってくるのだから損失はないからいいようなもんだけど……—曽根幸明、

## 収録曲
- 両楽曲共に、作詞・作曲：石坂まさを

1. 命預けます（3分27秒）
編曲：曽根幸明
2. ネオン街の女（3分40秒）
編曲：池田孝

## 主な収録作品
- 藤圭子 伝説の名曲（1999年、BVCK- 37046）
- 聞いて下さい私の人生〜藤圭子コレクション（2000年、BVCK-37085/90）
- GOLDEN☆BEST 藤圭子（2005年、BVCK-38110）
- GOLDEN☆BEST 藤圭子 ヒット&カバーコレクション 艶歌と縁歌（2010年、MHCL-1825/6）